# CD-ROM XA
Mode2/XA — он же CD-ROM XA (Compact Disc Read Only Memory eXtended Architecture — «Компакт-диск с данными только для чтения, с расширенной архитектурой») — секторный формат ISO, описанный в Жёлтой книге (англ. Yellow Book) 1991 года.

## Возможности формата
В отличие от CD-ROM, на одной дорожке диска CD-ROM XA может располагаться самая разнообразная информация: данные, звук, видео и т. д. Каждый сектор в CD-ROM XA имеет свой собственный формат: если это компьютерные данные, то сектор записывается в формате Mode 2 Form 1 (2048 байт выделяется на пользовательские данные и 304 байта под служебную информацию), если же это потоковые аудио или видео данные, то для сектора используется формат Mode 2 Form 2 (под пользовательские данные отводится уже 2324 байт, поскольку данные для коррекции ошибок отсутствуют, есть только контрольные байты для их обнаружения).
Форматы секторов:
CD-ROM Audio

Данные (2352)
CD-ROM Mode 1 (есть обнаружение и коррекция ошибок, не может чередоваться на одной дорожке с другими типами секторов):

Синх. (12), адрес (3), тип блока (1), данные (2048), EDC (4), резерв (8), ECC (276)
CD-ROM Mode 2 (не может чередоваться с другими типами, нет обнаружения ошибок, почти не применяется):

Синх. (12), адрес (3), тип блока (1), данные (2336)
CD-ROM XA Mode 2 form 1 (есть обнаружение и коррекция ошибок, может чередоваться с секторами mode 2 form 2):

Синх. (12), адрес (3), тип блока (1), подзаголовок (8), данные (2048), EDC (4), ECC (276)
CD-ROM XA Mode 2 form 2 (есть обнаружение, но нет коррекции ошибок, чередуем с секторами mode 2 form 1):

Синх. (12), адрес (3), тип блока (1), подзаголовок (8), данные (2324), EDC (4)
CD-ROM XA создавался для мультимедийных применений. Если на диске записана, скажем, анимация и звук, то при их одновременном чтении возможны проблемы с синхронизацией, поскольку считывающий лазер не может за один раз «охватить» 2 сектора, расположенных на приличном расстоянии друг от друга. CD-ROM XA решает эту проблему, поскольку здесь есть возможность чередования секторов различного типа. Соответственно, можно записать чередующиеся аудио сектора и сектора с компьютерными данными, тогда при их последовательном чтении проблемы с синхронизацией будут исчерпаны. Разумеется, для чтения CD-ROM XA привод должен был быть «XA-Ready».
Технология CD-ROM XA применяется при записи таких дисков, как Video CD, Super Video CD, Mixed Mode CD, а также при записи игровых CD для приставки Sony PlayStation.

## Photo CDи мультисессионные CD-ROM XA
В основе формата Photo CD лежит использование технологии CD-ROM XA. Раньше на один CD можно было записать только одну сессию. Соответственно, о добавлении данных на диск не могло идти и речи. При оцифровке фотоплёнки полученные снимки записывали на CD. Однако, количество снимков, оцифрованных с одной фотоплёнки, было небольшим, а соответственно при записи их на CD на носителе оставалось ещё много свободного места, которого вполне хватало бы ещё на несколько снимков. Тогда была придумана технология мультисессионной записи, когда на диск можно было добавлять данные (если, конечно, на нём ещё осталось свободное место). Однако при записи нескольких сессий на CD при использовании секторного формата Mode 1 были проблемы с чтением последних сессий обычными CD-приводами (чаще всего считывалась только первая сессия диска). При записи же в формате CD-ROM XA проблемы решались. Современные приводы способны считывать и мультисессионные диски, записанные с использованием секторного формата Mode 1.
Многие программы для записи дисков перед записью предлагают выбрать формат: Mode 1 или Mode2/XA. Поскольку существуют очень старые приводы, которые способны читать только мультисессионные диски в формате Mode2/XA, то, если на диск планируется записывать несколько сессий — желательно использовать формат Mode2/XA; если же на диск будет записана всего одна сессия, то можно выбрать Mode 1. При записи CD-дисков следует помнить, что смешивание форматов Mode 1 и Mode 2/XA на одном диске сделает его потенциально нечитаемым.